# 田所芳秋
田所 芳秋（たどころ よしあき、 1889年（明治22年）8月 - 1977年（昭和52年）6月29日） は、日本の鉱物学者。元日本製鐵八幡製鐵所研究所長。帝国学士院賞受賞。

## 人物
高知県出身。旧制高知県立中学海南学校（現高知県立高知小津高等学校）を経て、1911年旧制大阪高等工業学校卒業。1916年東北帝国大学理科大学物理学科卒業、理学士。同年官営八幡製鐵所（研究課）入所。1920年東北帝国大学理学博士。官営八幡製鐵所研究所で研究し、日本製鐵八幡製鉄所技師、研究所監事、研究所長、日本製鐵理事などを経て、高知県工業試験場長に就任。1923年正七位勲六等瑞宝章。1934年帝国学士院賞受賞、従四位。1938年日本鉄鋼協会香村賞受賞。1942年紀元二千六百年祝典記念章受章。1944年大日本窯業協會学術賞受賞。1961年度高知県文化賞受賞。1972年窯業協会名誉会員。1977年に死去し、安楽寺で葬儀が行われた。